# 국방전산정보원
국방전산정보원(國防電算情報院, Defense Computing Information Agency)은 국방부와 그 소속기관의 정보화업무 지원 및 국방자원관리 정보체계의 구축·운영에 관한 사무를 관장하는 대한민국 국방부의 소속기관이다. 2009년 5월 6일 발족하였으며, 서울특별시 용산구 이태원로 22에 위치하고 있다. 원장은 고위공무원단 나등급에 속하는 임기제공무원으로 보한다.

## 직무
- 국방부 본부, 소속기관 및 일부 직할기관의 정보화 업무 지원
- 국방 자원관리 정보시스템의 구축·운영에 관한 업무

## 연혁
- 1972년 4월: 국방부에 전자계산담당관실 신설.
- 1981년 11월: 기획관리실 소속 관리정보담당관실로 개편.
- 1988년 11월: 전산관리관실로 개편.
- 1991년 3월: 국방전산소로 개편.
- 1998년 12월: 전산정보관리소로 개편.
- 2009년 5월: 국방전산정보원으로 개편.
- 2016년 3월: 책임운영기관으로 지정.

## 조직

### 원장
- 관리과[2]
- 행정정보화과[3]
- 자원정보화과[3]